# 前671年
| 千纪： | 前1千纪 |
| 世纪： | 前8世纪 \| 前7世纪 \| 前6世纪 |
| 年代： | 前700年代 \| 前690年代 \| 前680年代 \| 前670年代 \| 前660年代 \| 前650年代 \| 前640年代                                                                                     |
| 年份： | 前676年 \| 前675年 \| 前674年 \| 前673年 \| 前672年 \| 前671年 \| 前670年 \| 前669年 \| 前668年 \| 前667年 \| 前666年                                                       |
| 纪年： | 周惠王六年 魯莊公二十三年 齊桓公十五年 晉献公六年 秦宣公五年 宋桓公十一年 楚成王元年 衛惠公二十九年 陳宣公二十二年 蔡穆侯四年 曹庄公31年 郑文公二年 燕庄公二十年 杞德公二年 |

## 大事记
- 新亞述帝國國王阿薩爾哈東（前681年至前669年在位）擊敗埃及第二十五王朝法老塔哈爾卡（前690年至前664年在位），征服了包括孟斐斯在內的整個埃及北部，隨即自稱為「上下埃及和努比亞之王」。